# Maciej Kosycarz
Maciej Kosycarz (ur. 20 kwietnia 1964 w Gdańsku, zm. 26 marca 2020 w Warszawie) – polski fotoreporter związany z Gdańskiem i Pomorzem, autor m.in. serii albumów dokumentujących życie Gdańska.

## Życiorys
Syn gdańskiej dziennikarki Ludmiły Kosycarz (1932–1981) i gdańskiego fotoreportera Zbigniewa Kosycarza (1925–1995), rodzice pracowali w gdańskim „Domu Prasy” przy Targu Drzewnym. Dom rodzinny znajdował się na Starym Mieście, przy Podwalu Staromiejskim 89. Absolwent I Liceum Ogólnokształcącego im. Mikołaja Kopernika w Gdańsku (1983), następnie Wydziału Nauk Społecznych Uniwersytetu Gdańskiego (1992). Początkowo studiował prawo, ukończył politologię. Razem z Krzysztofem Skibą występował w szkolnym kabarecie Tapeta.
Już od dziecka robił zdjęcia. Jako nastolatek fotografował m.in. strajki w sierpniu 1980 i demonstracje okresu stanu wojennego. Od wczesnych lat podejmował w kraju (m.in. na dorocznym gdańskim Jarmarku Dominikańskim) i za granicą różne próby zarobkowania. Pierwszą firmę założył, do spółki z żoną i znajomymi, w okresie przełomu systemowego w Polsce w 1989. Była to wypożyczalnia płyt kompaktowych z muzyką, prowadzona na Przymorzu pod szyldem Studio 89, w suterenie falowca przy al. Rzeczypospolitej. Dwa lata później dodatkowo otworzył sklep muzyczny z kasetami i płytami, mieszczący się w nieistniejącym obecnie centrum handlowym Sukces Bis, przy ul. Partyzantów we Wrzeszczu. Jeszcze na studiach został korespondentem „Ilustrowanego Kuriera Polskiego”. W końcu postanowił, że całkowicie zajmie się fotografią (oficjalny debiut zawodowy w listopadzie 1990) i został fotoreporterem w poczytnej gazecie codziennej „Głos Wybrzeża”. W latach 1991–1996 pracował w gdańskich gazetach (m.in. w „Wieczorze Wybrzeża”), w 1996 założył agencję fotograficzną Kosycarz Foto Press (KFP), współpracującą z wieloma wydawcami (m.in. z popularnym „Dziennikiem Bałtyckim”). Pracował jako fotoreporter również dla tygodników ukazujących się na Kaszubach. Prowadził także działalność wydawniczą, początkowo bez sukcesu. W czerwcu 2016 uruchomił, prowadzoną wraz z gdańską malarką Magdą Benedą, własną galerię fotografii – Galerię Sztuk Różnych, przy ul. Ogarnej 101 w Śródmieściu Gdańska.
Fotografował najważniejsze wydarzenia z życia Gdańska i Pomorza. Społecznie angażował się w życie Gdańska. Był organizatorem wystaw oraz – od 1997, wspólnie z Nadbałtyckim Centrum Kultury – Pomorskiego Konkursu Fotografii Prasowej Gdańsk Press Photo im. Zbigniewa Kosycarza (jednego z najstarszych w kraju konkursów fotografii prasowej). We współpracy z Ministerstwem Spraw Zagranicznych przygotował wystawę Zwykłe Miasto Gdańsk w obiektywie ojca i syna, której premiera odbyła się w 2001 w Budapeszcie, a pokazywana była następnie w Mostarze (Bośnia), Belgradzie (Serbia), Gdańsku, Kalmarze (Szwecja), Holbæk (Dania) i Królewcu (Rosja). Od 2006 był wydawcą serii albumów z cyklu „Fot. Kosycarz. Niezwykłe zwykłe zdjęcia”, zawierających fotografie Gdańska i regionu wykonane przez ojca i syna od 1945 do czasów współczesnych. Wydał kilkanaście albumów fotograficznych. Przez kilka lat był komentatorem Radia Gdańsk, na antenie którego dzielił się ze słuchaczami swoimi opiniami o wydarzeniach na Pomorzu, w Polsce i świecie.
Był żonaty z Hanną (ur. 1965), ojciec Kingi (ur. 1994) i Konrada (ur. 1999). Mieszkał w Sulminie (gmina Żukowo), koło Gdańska. Wyróżniał się bujną czupryną.
Od 2017 zmagał się z chorobą nowotworową (był genetycznie obciążony), przeszedł zabieg usunięcia nerki. Przez kilka ostatnich tygodni życia znajdował się w śpiączce w warszawskim szpitalu. Zmarł 26 marca 2020 w wyniku powikłań po planowym zabiegu operacyjnym. 7 kwietnia 2020, po mszy w kościele św. Jana w Gdańsku, urna z jego prochami została złożona do rodzinnego grobu na cmentarzu Oliwskim (kwatera 6-9-4). Ze względu na restrykcje związane z pandemią COVID-19 ceremonia miała bardzo ograniczony charakter. 

## Nagrody i wyróżnienia
- Medal Księcia Mściwoja II (2009)[18]
- Gdańszczanin Roku 2009 (2010)
- Gryf - Pomorska Nagroda Artystyczna (za 2010)
- Nagroda „Orła Pomorskiego” w plebiscycie redakcji „Magazynu Pomorskiego” (2014)
- Nagroda Wojewody Pomorskiego Sint Sua Praemia Laudi (za 2014)
- Nagroda Prezydenta Miasta Gdańska w Dziedzinie Kultury za niezwykłe zdjęcia zwykłych ludzi i codziennych zdarzeń oraz z okazji jubileuszu 25-lecia pracy twórczej (2015)[19]
- nagroda specjalna „Gazety Wyborczej Trójmiasto” z okazji 30-lecia przemian gospodarczych w Polsce dla firm, które przyczyniły się najbardziej do rozkwitu i postępów województwa pomorskiego (2019)

Źródło:.

## Upamiętnienie
W grudniu 2020 jednemu z gdańskich tramwajów nadano imię Zbigniewa i Macieja Kosycarzy. W marcu 2021 jego imieniem nazwano skwer między Targiem Rybnym, Podwalem Staromiejskim i ul. U Furty, 5 lipca tego samego roku odsłonięto tablicę z nazwą skweru.

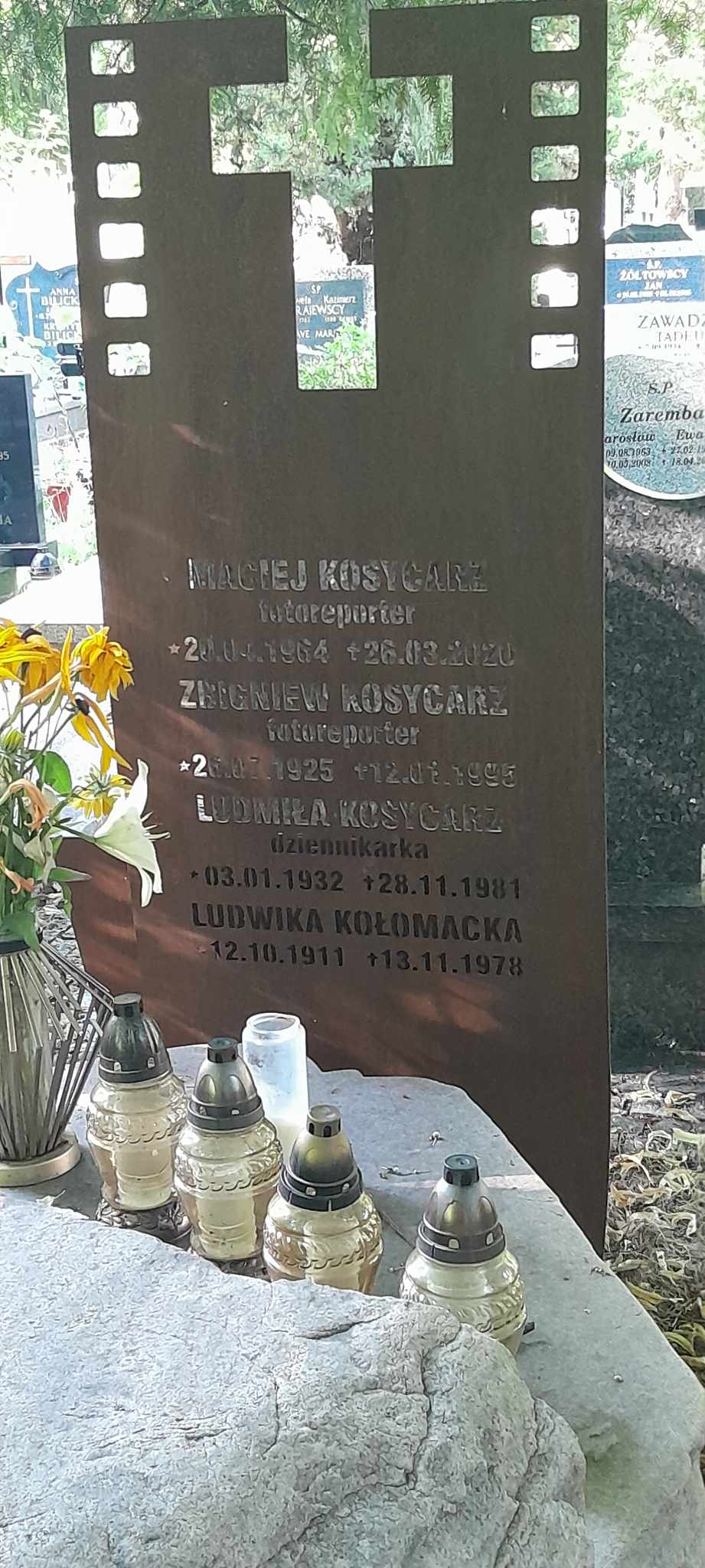
grób Zbigniewa i Macieja Kosycarzów w 2023